# Bingen (Washington)
Bingen es una ciudad ubicada en el condado de Klickitat en el estado estadounidense de Washington. En el año 2000 tenía una población de 672 habitantes y una densidad poblacional de 399,2 personas por km².

## Geografía
Bingen se encuentra ubicada en las coordenadas 45°42′55″N 121°28′0″O / 45.71528, -121.46667.

## Demografía
Según la Oficina del Censo en 2000 los ingresos medios por hogar en la localidad eran de $24.375, y los ingresos medios por familia eran $27.361. Los hombres tenían unos ingresos medios de $27.083 frente a los $19.886 para las mujeres. La renta per cápita para la localidad era de $12.290. Alrededor del 25,4% de la población estaban por debajo del umbral de pobreza.